# 杉かおり
杉 かおり（すぎ かおり、1964年12月22日 - ）は日本の元女優・タレント。本名、杉山 かおり。
東京都中野区生まれ、福島県育ち。福島県立須賀川女子高等学校卒業。イベンター・オフィスに所属していた。

## 来歴・人物
父親の仕事の関係で福島県に転居し高校卒業まで過ごす。元々はアナウンサー志望だったが、目立ちそうだからという理由で女優志望に進路を変える。高校在学中よりイベンター・オフィスに所属し、高校の長期休暇の際には上京して演技の勉強をする傍ら、モデルとして活動する。芸名の名付け親となったのは上原謙。1983年、麒麟麦酒「ビヤ樽」のCM『オナゴでてこい編』に出演。このCMは細野晴臣・田中康夫・春風亭小朝の豪華3名が平安時代風のコスプレでコミカルに共演するという話題性の高いものであり、そこに紅一点の「おなご」として出演して「アッカンベー」のポーズを見せた杉も一躍注目を集めた。
同年夏、坂上とし恵・中島唱子とともにテレビドラマ『胸キュン探偵団』の主演に抜擢。バラエティ番組への出演やニュース番組の司会など当時のテレビでの活動ジャンルは幅広い。
また8月21日には、シングル『夢見るレイン・トリー』でVAPから歌手デビューも果たした。この表題曲は前年フランスでジェーン・サリーがリリースした曲のカバー。「おなご」CMの十二単姿をそのままあしらった野心的なジャケットで、本人も各種歌番組へも精力的に出演するなどプロモーションにさまざまな手が打たれていたが、セールスはさほど伸びなかった。翌年までにシングル3枚、アルバム1枚を出して歌手活動は休止し、そのまま復帰していない。
1984年正月の『新春かくし芸大会』では松本伊代・西脇美智子とアーティスティックスイミングを披露。この年の半ばまでは前年の「おなご」CMのインパクトが残っていたことから概ね快進撃を続けたが、やがてCMが忘れ去られる時期になるともともと容姿面がアイドル的でないこともあり、並み居る競合アイドルとの差別化に苦しむようになった。このため、活動の軸足は徐々に雑誌グラビアへと移るようになった。
グラビア活動はアイドルデビュー当初から継続していたが、初期にはあくまで清楚系ビキニのみのアイドル路線であった。しかし前述の路線転換期からは大胆な「ブラ外し」「手ブラ」のポーズを奮発、グラビア上ではパンティ一枚の姿が常態になった。もともと胸の大きさや腰のクビレ、尻の大きさ、足の長さなど体型が良く、以後はセクシー系グラビアの常連として生き残ることとなる。なお後期に出演したアダルト雑誌ではパンティ脱ぎやヘア透けなどかなり際どい露出にまで進んだものの、すべてバストトップを隠したセミヌードに抑えている。グラビア時代にはこのほかゴシップや盗撮、金銭トラブルなど様々な困難に直面しながらも家族の精神的支援と持ち前の気丈さとで踏ん張り、規模を縮小しながらもついに1980年代末まで活動を続けた。

## ディスコグラフィ
- 全てバップからリリースされた。

### シングル
| # | 発売日          | A/B面 | タイトル             | 作詞     | 作曲       | 編曲       | 規格品番 |
| - | --------------- | ----- | -------------------- | -------- | ---------- | ---------- | -------- |
| 1 | 1983年 8月21日  | A面   | 夢見るレイン・トリー | 三浦徳子 | S.Memorise | 馬飼野康二 | 10106-07 |
| 1 | 1983年 8月21日  | B面   | TOKYO すてきな昼下り | 松本一起 | 小林泉美   | 馬飼野康二 | 10106-07 |
| 2 | 1983年 12月21日 | A面   | 黄色いスタジャン     | 康珍化   | 西木栄二   | 馬飼野康二 | 10119-07 |
| 2 | 1983年 12月21日 | B面   | さよならのリーズン   | 康珍化   | 西木栄二   | 馬飼野康二 | 10119-07 |
| 3 | 1984年 6月21日  | A面   | 醒まさないで         | 宮原芽映 | 林哲司     | 川村栄二   | 10145-07 |
| 3 | 1984年 6月21日  | B面   | 翳り                 | 藤本桃子 | 馬飼野康二 | 馬飼野康二 | 10145-07 |

## 出演作品

### テレビドラマ
- 胸キュン探偵団（1983年、TBS） - 笠松絹子
- 胸さわぐ苺たち（1983年、TBS）
- 暴れん坊将軍II 第104話「一大事! 花嫁候補勢揃い!」（1985年、テレビ朝日） - 菊姫

### バラエティ
- クイズMr.ロンリー（MBS） - 応援団

### ニュース
- サンデースポーツ9（1984年、日本テレビ） - 後期司会

### 雑誌
- アクションカメラ（ワニマガジン社）

1983年8月号：グラビア2ページ（ハイレグ水着）
- アクトレス（リイド社）

1986年10月号：グラビア5ページ（ビキニ・手ブラ）
- 月刊自家用車 中古車情報

1984年3月号：表紙
- GORO（小学館）

1983年6月9日号：モノクロ2ページ（ビキニ・インタビュー)
1984年6月28日号：グラビア5ページ（手ブラ・セミヌード）
- Jab（辰巳出版）

1983年9月号：グラビア4ページ（ビキニ）
- 週刊実話（日本ジャーナル出版）

1984年2月2日号：表紙
1984年4月5日・12日号：表紙
1986年3月13日号：表紙
- 週刊プレイボーイ（集英社）

1983年6月21日号：グラビア6ページ（「十二単のビール娘」「タバスコ・サンシャイン」ビキニ）
1983年7月19日号：ピンナップ（水着）
1985年1月15日号：グラビア6ページ（「初セミヌード」「THE RED LIPS」セミヌード）
1985年3月5日号：水泳大会記事5ページ（水着）
WPB特別編集GalsMate☆84（水着）
- スコラ（講談社）

1983年10月13日号：グラビア3ページ（ビキニ）
1984年9月27日号：グラビア9ページ（「伊豆の踊り子」セミヌード）
- ピットイン

1983年9月号：表紙
- ビデオボーイ（英知出版）

1984年9月号：表紙
- ファインカー 特選中古車

1983年10月号：表紙
- BUNTA（講談社）

1985年10月号：グラビア4ページ（下着）
- 平凡パンチ（平凡出版）

1983年6月27日号：モノクロ8ページ（ビキニ）
1985年6月10日号：グラビア6ページ（ビキニ・手ブラ）
1986年2月17日号：グラビア7ページ（「熱く、誘惑視線。」ビキニ・ブラ外し）
別冊 1984年4月号：グラビア7ページ（ビキニ）
別冊 1985年4月号：グラビア7ページ（セミヌード）
- 別冊ホリデーオート（モーターマガジン社）

1983年9月号：表紙
- Beppin（英知出版）

1986年1月号：グラビア5ページ（水着）
1987年2月号：グラビア4ページ（「ハードな気分で」ビキニ）
大べっぴん 1986年1月号：グラビア3ページ（ビキニ）